# Maxsandro
Maxsandro Barbosa de Oliveira, plus communément appelé Maxsandro est un footballeur brésilien né le 3 août 1972.